# Краковское городское воеводство
Краковское городское воеводство (пол. województwo miejskie krakowskie); с июля 1983 года под названием Краковское воеводство (пол. województwo krakowskie) — административно-территориальная единица Польши (городское воеводство). Существовало в период с 1975 по 1998 год. Административным центром был город Краков. После Административной реформы Польши воеводство прекратило своё существование и его территория полностью отошла к новообразованному Малопольскому воеводству.

## Города
Крупнейшие города воеводства по числу жителей (по состоянию на 31 декабря 1998 года):
- Краков — 740 666
- Скавина — 24 389
- Величка — 17 989
- Мысленице — 17 982
- Кшешовице — 10 487

## Население
| Год       | 1975      | 1980      | 1985      | 1990       | 1995      | 1998      |
| Население | 1 120 300 | 1 167 500 | 1 209 300 | 1 231 6000 | 1 241 400 | 1 245 000 |